# Indoeurópai nyelvcsalád

Indoeurópai nyelvcsalád

Az indoeurópai nyelvcsalád (elavult elnevezéssel indogermán nyelvcsalád) a természetes nyelvek egyik nyelvcsaládja. Közel 150 nyelvből áll, amelyet kb. 3 milliárd ember beszél a Földön; tagjai valamilyen formában az egész világon megtalálhatóak. Ha csak az Európából kiinduló gyarmatosítók saját nyelveit tekintjük alapnak, akkor is elmondhatjuk, hogy manapság ezek a nyelvek az adott, egykori gyarmatokon vagy hivatalossá váltak, vagy pedig valamilyen összekötő szerepet töltenek be a helyi beszélt nyelvek között (például Afrika – francia és angol; India, Pakisztán – angol; Mexikó, Közép- és Dél-Amerika – spanyol; stb.)
Az indoeurópai nyelvek kutatásának úttörője Sir Williams Jones jogász volt, aki fellelte a hasonlóságokat a latin, a görög, a szanszkrit és a perzsa nyelvek között. Később a szisztematikus összehasonlítást Franz Bopp kiterjesztette a németre és más nyelvekre is. A 19. század folyamán e kutatásokból alakult ki az „indogermán nyelvek” fogalma, amellyel akkoriban elsősorban a németnek a többi nyelvvel való rokonságát akarták kihangsúlyozni, és a német kultúrprioritást bizonyítani. További nyelvek vizsgálata során a nyelvcsalád elnevezése indoeurópaira változott.

## Felosztása
Az indoeurópai nyelvcsalád számos alcsoportra osztható. Listájuk a legkorábbi nyelvemlékük szerinti időrendben:
| Csoport | Nyelvek                                                                 | Első dokumentumok kora                                                  | Megjegyzés                                                              |
| --- | ----------------------------------------------------------------------- | ----------------------------------------------------------------------- | ----------------------------------------------------------------------- |
| – anatóliai nyelvek | hettita, palái, lüd                                                     | I. e. 20. század                                                        | utód nélkül kihaltak                                                    |
| – luvi nyelvek | luvi, lük, kár, szidéi, piszidiai                                       |                                                                         | utód nélkül kihaltak                                                    |
| – indoiráni nyelvek |                                                                         |                                                                         |                                                                         |
| – indoárja nyelvek | szanszkrit stb.                                                         | i. e. 20. század                                                        |                                                                         |
| – iráni nyelvek | aveszta, perzsa stb.                                                    | i. e. 10. század                                                        |                                                                         |
| – dárd nyelvek |                                                                         |                                                                         |                                                                         |
| – nurisztáni nyelvek |                                                                         |                                                                         |                                                                         |
| – görög nyelv |                                                                         | a mükénéi formában i. e. 13. század                                     |                                                                         |
| – italikus nyelvek |                                                                         |                                                                         |                                                                         |
| – latin nyelv |                                                                         | i. e. 6. század                                                         |                                                                         |
| – újlatin nyelvek | francia, olasz, portugál, román, spanyol stb.                           | 9. század                                                               | Kb. a 7–9. század között alakultak ki a latin köznyelvi változataiból   |
| – ókelta nyelvek | gall, keltibér, leponti, galata                                         | i. e. 6. század                                                         | utód nélkül kihaltak                                                    |
| – kelta nyelvek | ír, skót gael, manx, korni, walesi, breton stb.                         | 4. század                                                               |                                                                         |
| – germán nyelvek | német, angol, svéd, norvég, dán, holland, jiddis, luxemburgi, gót stb.  | 2. század (rúnaírás)                                                    |                                                                         |
| – örmény nyelv |                                                                         | 5. század                                                               |                                                                         |
| – tokhár nyelv |                                                                         | 6. század                                                               | Belső-Ázsiában beszélték, az indoeurópai nyelvek legkeletibb tagja      |
| – balti-szláv nyelvek |                                                                         |                                                                         |                                                                         |
| – szláv nyelvek | orosz, ukrán, lengyel, szlovák, cseh, szlovén stb.                      | 9. század                                                               |                                                                         |
| – balti nyelvek | lett, litván stb.                                                       | 14. század                                                              | alaktanilag sok ősi indoeurópai alapnyelvi jellemzőt őriztek meg        |
| – albán nyelv |                                                                         | 15. század                                                              | talán rokona az illír nyelvnek                                          |
| A fenti csoportok tagjain kívül még számos kihalt és kevésbé ismert, írásos emlékekkel nem vagy alig rendelkező indoeurópai nyelv létezett. Közülük néhány:                     |                                                                         |                                                                         |                                                                         |
| – phrügiai nyelv | Phrügia nyelve, talán közelebbi rokona a görögnek vagy az örménynek     | Phrügia nyelve, talán közelebbi rokona a görögnek vagy az örménynek     | Phrügia nyelve, talán közelebbi rokona a görögnek vagy az örménynek     |
| – trák nyelv | talán közelebbi rokona a dáknak                                         | talán közelebbi rokona a dáknak                                         | talán közelebbi rokona a dáknak                                         |
| – dák nyelv | talán közelebbi rokona a tráknak vagy az albánnak, esetleg mindkettőnek | talán közelebbi rokona a tráknak vagy az albánnak, esetleg mindkettőnek | talán közelebbi rokona a tráknak vagy az albánnak, esetleg mindkettőnek |
| – makedón nyelv | talán közelebbről rokon a göröggel; nem ugyanaz, mint a macedón nyelv!  | talán közelebbről rokon a göröggel; nem ugyanaz, mint a macedón nyelv!  | talán közelebbről rokon a göröggel; nem ugyanaz, mint a macedón nyelv!  |
| – illír nyelv | talán közelebbi kapcsolatban áll az albánnal                            | talán közelebbi kapcsolatban áll az albánnal                            | talán közelebbi kapcsolatban áll az albánnal                            |
| – messzáp nyelv | valószínűleg az illír nyelvvel egy csoportba tartozik                   | valószínűleg az illír nyelvvel egy csoportba tartozik                   | valószínűleg az illír nyelvvel egy csoportba tartozik                   |
| Ahhoz sem férhet kétség, hogy a felsorolt nyelveken kívül még számos olyan indoeurópai nyelv volt egykoron, aminek emléke dokumentálatlan mivolta miatt nem maradt az utókorra. |                                                                         |                                                                         |                                                                         |

## A nyelvcsalád gondolatának kialakulása
A ma indoeurópainak nevezett nyelvek közül néhány rokonságát először a holland nyelvész, Marcus Zuerius van Boxhorn vetette föl 1647-ben. Felismerte a köztük rejlő hasonlóságokat, és feltételezte egy olyan primitív egykori közös nyelv létét, amit ő „szkítának” nevezett el. Az elméleti nyelvcsaládja eleinte a hollandot, a görögöt, a latint, a perzsát és a németet tartalmazta, majd később a szláv, kelta és balti nyelveket is hozzáadta a csoporthoz. Van Boxhorn vélekedése azonban nem vált széles körben ismertté, és nem vonzott maga után semmiféle kutatómunkát sem.
Az elmélet ismételten csak több, mint 100 évvel később, 1786-ban jelent meg újra, ezúttal Sir William Jones munkásságában. Jones az ő idejében ismert négy legrégebbi nyelv (a görög, a latin, a szanszkrit és a perzsa) hasonlóságait mutatta fel érvként.  Néhány további régi írásbeliséggel rendelkező nyelvvel egyetemben ezeknek a nyelveknek a rokonsága mellett Franz Bopp is kiállt szakszerű és tudatos kutatómunkájával. Bopp Összehasonlító nyelvtanának 1833 és 1852 között történt megjelenése az indoeurópai nyelvészet történetének kiindulópontja. Ő azonban bizonytalan volt még abban, hogy az indoeurópai nyelvek őse a szanszkrit, vagy pedig mindezeknek van egy közös őse. Ezután még évtizedekig szanszkritcentrikus maradt az indoeurópai nyelvek kutatása.  August Schleicher (1821–1868) volt az első aki szakított azzal, hogy a szanszkrit alak szerepeljen, mint egy szó legrégibb formája, hanem ehelyett rekonstruálható PIE nyelvi alapgyököket állapított meg. 

## Keleti és nyugati indoeurópai nyelvek

Az indoeurópai nyelvcsalád ágai
Albán
Örmény
Balti-szláv – balti
Balti-szláv – szláv
Kelta
Germán
Görög
Indoiráni
Újlatin
Nem indoeurópai nyelv

Az indoeurópai nyelvek hangtani tulajdonságaik alapján két nagy csoportra oszthatók: keletire és nyugatira. E felosztásban az egyik legjellemzőbb meghatározó tényező az ősindoeurópai szókezdő k-, g-, kw-, gw- hangok alakulása. Míg a nyugati nyelvekben (kelta, itáliai, germán) e hangok képzési helye veláris maradt, addig a keleti nyelvekben (indoiráni, balti-szláv és örmény) ezek a hangok palatalizálódtak, majd elöl képzett réshangokká vagy zár-réshangokká váltak (c, cs, dzs, s, sz). (Szokták ez alapján a nyelvcsalád két ágát szatem, illetve kentum nyelveknek is nevezni a „száz” jelentésű szó szanszkrit, illetve ólatin kiejtése alapján.) A két ág között átmenetet képez az albán és a görög nyelv, melyek keleti és nyugati hangtani tulajdonságokat is mutatnak.
E felosztás a ma beszélt modern indoeurópai nyelvekből vett példákkal is könnyen igazolható a legősibb szavak, például a számnevek alapján. Vegyük példaként a „4” számnevet, melynek ősindoeurópai rekonstruált alakja *kwetwores.
- nyugati indoeurópai nyelveken:
  - latin: quattuor [kw-]
  - spanyol: cuatro [kw-]
  - ír: cethair [k-]
  - albán: katër [k-]
- görög: tettara
- keleti indoeurópai nyelveken:
  - szanszkrit: catur [cs-]
  - perzsa: câr [cs-]
  - orosz: csjetirje
  - örmény: csorsz

## A rekonstruált indoeurópai alapnyelv
A ma beszélt, valamint írásos emlékekből ránk maradt indoeurópai nyelvek alapján megpróbálták rekonstruálni az indoeurópai alapnyelvet (más néven: indoeurópai ősnyelv vagy protoindoeurópai; angol nyelvű irodalomban sokszor PIE-nek rövidítve), főleg a legősibb alapszókincsből származó szótöveket. Az indoeurópai alapnyelv egy feltételezett nyelv, amely i. e. 5000 körül kezdhetett nyelvjárásokra bomlani. Máig nem tudni, hogy pontosan hol beszélhették, és egyáltalán egységes volt-e.
Ma is beszélnek olyan nyelveket, amelyek az indoeurópai alapnyelv egyenes ági közvetlen leszármazottjai, vagyis történetük során teljesen elszigetelten fejlődtek, és nem a már felbomlott alapnyelv valamely későbbi nyelvjárásából (például óitáliai, ógermán, őskelta, ősszláv stb.) alakultak ki. Ilyenek a görög, az albán (amely egyes nyelvészek szerint a görögnél is idősebb), és az örmény nyelv – bár kezdetben a görög sem volt egységes, az indoiráni nyelvekkel közeli rokonságban álló örményt pedig erős idegen (kaukázusi) hatás érte, ami miatt hangrendszerében meglehetősen eltávolodott az indoeurópai nyelvektől.
A rekonstruált ősindoeurópai számnevek 1-től 10-ig: *oinos, *duwo, *treyes, *kwetwores, *penkwe, *sweks, *septm, *oktō, *newn, *dekm; 100: *dkmtom (< *dekm-tom) > *kmtom.